# Concerto per flauto e orchestra n. 2 (Mozart)
Il Concerto per flauto e orchestra in Re maggiore K 314 venne scritto da Wolfgang Amadeus Mozart a Mannheim tra il 25 dicembre del 1777 e il 14 febbraio 1778, per adempiere alla commissione avuta dal gentiluomo Ferdinand Nikolaus De Jean.

## Storia
Durante un viaggio per raggiungere Parigi nell'agosto 1777 Mozart sostò per un periodo a Mannheim dove ebbe modo di ascoltare la celebre orchestra della Scuola di Mannheim di Carlo Teodoro principe del Palatinato. Soggiornando a lungo nella città tedesca si trovò costretto a dare lezioni privatamente per mantenersi; tra gli allievi vi fu anche un ricco gentiluomo di Bonn, Ferdinand Nikolaus De Jean, che era stato medico di bordo per la Compagnia olandese delle Indie orientali e che per questo era soprannominato "l'olandese" o "l'indiano". De Jean, flautista dilettante, chiese più volte al compositore di scrivere brani per flauto; gli commissionò esplicitamente tre composizioni per poterle egli stesso eseguire, ma Mozart, che pare non lavorasse a questi brani con grande entusiasmo, ne completò solo due, il concerto K 313 e il K 314. Il concerto in Re maggiore non è nuovo, ma è il risultato di una pura e semplice trascrizione per flauto di un concerto per oboe scritto l'anno prima a Salisburgo per l'oboista Giuseppe Ferlendi e del quale rimangono alcuni frammenti conservati al Mozarteum di Salisburgo. La versione originale ebbe un notevole successo tanto che l'oboista Friedrich Ramm, amico del compositore, lo eseguì per ben cinque volte facendone il suo cavallo di battaglia. Mozart riscrisse il concerto operando una trasposizione di tonalità dal Do maggiore a Re maggiore e variandone alcune parti solistiche per meglio aderire alle peculiarità tipiche (tecniche e timbriche) del flauto. Questi fatti fecero sì che il committente riconoscesse a Mozart solo la metà di quanto pattuito.

## Struttura e analisi
Movimenti
- Allegro aperto (Re maggiore)
- Andante ma non troppo (Sol maggiore)
- Allegro (Re maggiore)

Il concerto è strutturalmente composto con in mente i concerti per violino del 1775 sia per la parte solistica che per quella orchestrale. Il carattere è francese, l'impostazione brillante e non mancano tratti di bellezza melodica.
Il primo movimento, Allegro aperto, scritto in forma-sonata, si apre con un tema composto da due parti la seconda delle quali, invece di avere una funzione predominante, non sarà più ripresa. Il primo tema è esposto dall'orchestra seguito subito dal secondo affidato al pacato intervento dei primi violini; l'entrata del solista è caratterizzata da una nota Do tenuta per quattro lunghe battute. L'intenso dialogo che segue fra il flauto e la sezione degli archi porta quindi a mettere in evidenza un momento di bravura dell'interprete solista; il movimento si evolve con una sezione di sviluppo che porta alla conclusione finale.
Se il primo movimento era predominato dal virtuosismo del flautista, l'Andante ma non troppo in Sol maggiore che segue presenta una pacatezza raccolta e ha un'andatura pastorale ben rappresentata dall'espressività fluida ed elegiaca del flauto. L'inizio è affidato all'orchestra a cui segue l'entrata del flauto come una serena risposta. Il secondo motivo del solista è invece caratterizzato da un intervento più gioioso e luminoso in cui ritorna la tonalità iniziale.   
Nel rondò Allegro con cui il concerto termina si sfruttano le possibilità tecniche del flauto con una maestria intuitiva proprie del genio mozartiano. Un refrain particolarmente brillante viene esposto più volte con una serie di variazioni e trovate sempre diverse e sorprendenti. Questo stesso motivo verrà poi utilizzato dal compositore ne Il ratto dal serraglio nell'aria del secondo atto Welche Wonne, welche Lust. La partitura si presenta ariosa e frizzante, con momenti che assecondano uno stile di opera buffa ben sottolineati dal virtuosismo del flauto solista.

## Organico
Flauto solista, due oboi, due corni, archi (violini primi e secondi; viole; violoncelli; contrabbassi)